# Droux
Droux é uma comuna francesa na região administrativa da Nova Aquitânia, no departamento de Alto Vienne. Estende-se por uma área de 23,98 km². Em 2010 a comuna tinha 351 habitantes (densidade: 14,6 hab./km²).